# Cophixalus verecundus
Espèce
Statut de conservation UICN

 DD  : Données insuffisantes
Cophixalus verecundus est une espèce d'amphibiens de la famille des Microhylidae.

## Répartition
Cette espèce est endémique de la province nord (ou d'Oro) en Papouasie-Nouvelle-Guinée. Elle n'est connue que dans sa localité type, Myola Guest House, près du mont Bellamy dans la chaîne Owen Stanley, à environ 2 080 m d'altitude,.

## Publication originale
- Zweifel & Parker, 1989 : New species of microhylid frogs from the Owen Stanley Mountains of Papua New Guinea and resurrection of the genus Aphantophryne. American Museum novitates, no 2954, p. 1-20 (texte intégral).